# Fabrik

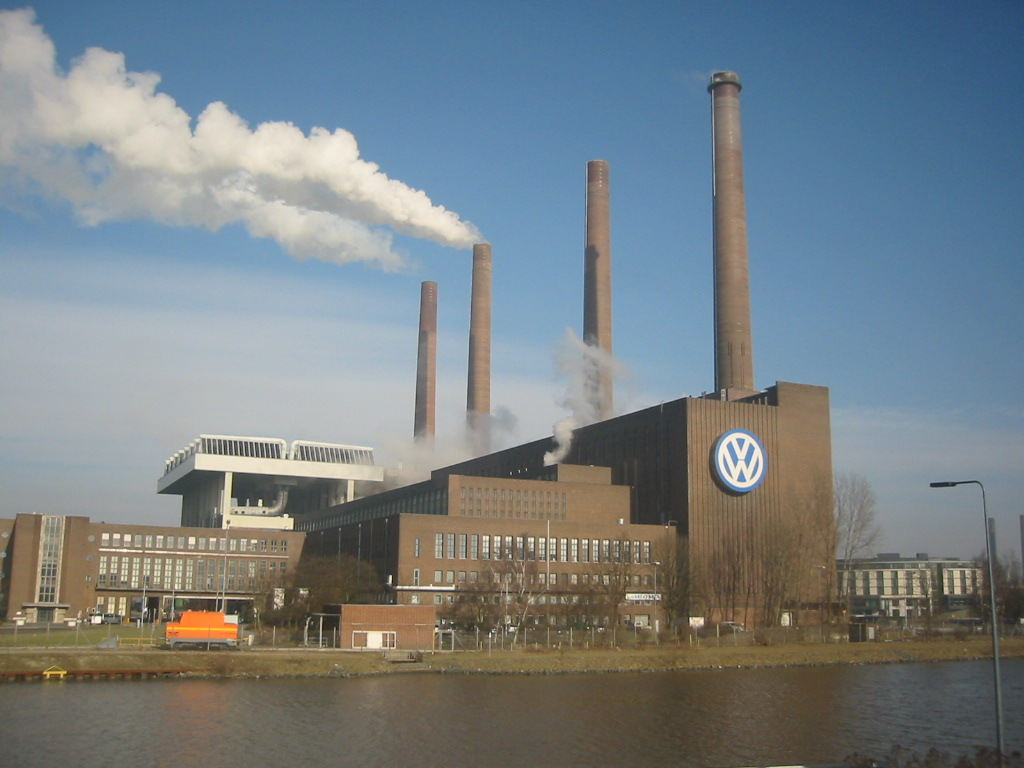
Volkswagen-fabrik i Wolfsburg i Tyskland

En fabrik (latin fabrica) är en industriell anläggning där det i mängd och av ett antal arbetare produceras likartade varor (fabrikat), halvfabrikat och/eller sker en förädling av råvaror.